# Can Pagà
Can Pagà és una masia al sud del terme de Santa Maria de Palautordera (al Vallès Oriental). La casa apareix al fogatge de 1553.
Masia orientada cap a l'est. Coberta a dos vessants (una a l'est i l'altra a l'oest). Consta de planta baixa i pis. La porta de la façana principal és dovellada, amb arc de mig punt. S'aprecien algunes reformes donat que només tres de les vuit finestres d'aquesta façana són de pedra. La finestra situada al damunt del portal és semiarquejada. A l'extrem esquerre de la façana hi ha un annex adossat.